# Kanton Arracourt
Arracourt is voormalig een kanton van het Franse departement Meurthe-et-Moselle. Het kanton maakte deel uit van het arrondissement Lunéville. Op 22 maart 2015 is het kanton opgeheven en zijn de gemeenten opgegaan in het kanton Baccarat.

## Gemeenten
Het kanton omvatte de volgende gemeenten:
- Arracourt (hoofdplaats)
- Athienville
- Bathelémont-lès-Bauzemont
- Bezange-la-Grande
- Bures
- Coincourt
- Juvrecourt
- Mouacourt
- Parroy
- Réchicourt-la-Petite
- Xures